# Desoria tolya
Desoria tolya är en urinsektsart som beskrevs av Fjellberg 2007. Desoria tolya ingår i släktet Desoria, och familjen Isotomidae. Arten är reproducerande i Sverige.